# PureVideo
(Definizione di PureVideo, da NVidia)
Con il termine PureVideo viene indicata una particolare tecnologia sviluppata, a partire dal 2004, da NVidia per le proprie schede grafiche dalla serie GeForce 6 in poi, e che ha lo scopo di incrementare la qualità dei flussi video alleggerendo allo stesso tempo il carico sulla CPU centrale. Si tratta di un approccio in tutto e per tutto analogo (quantomeno nelle finalità) a quello utilizzato dalla tecnologia Avivo sviluppata dalla concorrente di NVidia, ATI Technologies (ora AMD).
A differenza del concorrente, PureVideo è un programma a pagamento acquistabile attraverso il sito NVidia.

## Premessa
Per comprendere il funzionamento di una tecnologia come PureVideo è necessario ricordare come un sistema che abbia installato solo una copia pulita di Windows XP senza alcun altro applicativo specificatamente pensato per la riproduzione di un filmato DVD, seppure dotato di Windows Media Player non sarà in grado di riprodurre il supporto. Di base infatti, Windows XP non è dotato del codec MPEG-2 ed è quindi necessario installare un qualsiasi applicativo che si occupi della decodifica, come Nero, WinDVD o PowerDVD che disponendo del proprio decoder MPEG-2 rendono possibile la riproduzione di DVD, a quel punto anche attraverso Windows Media Player.
La qualità del decoder MPEG-2 utilizzato nella riproduzione determina a sua volta la qualità della visualizzazione a video del filmato, ed è quindi fondamentale conoscere le caratteristiche di un certo decoder per poterlo confrontare con l'aumento della qualità visiva offerta da tecnologia come la PureVideo.

## Miglioramenti dovuti a PureVideo
È necessario precisare che alcuni dei miglioramenti qualitativi offerti da tecnologie come PureVideo possono in realtà essere ottenuti anche a livello puramente software, ovvero sfruttando la capacità dei programmi di riproduzione video di elaborare in tempo reale il segnale video per compensare eventuali difetti. In questi casi la vera differenza di PureVideo (e della concorrente Avivo) rispetto alla riproduzione interamente software è quella di fornire tali miglioramenti non caricando il processore ma la GPU, che, essendo notevolmente più potente della CPU in questo genere di elaborazioni, praticamente non impegna le risorse di sistema. Oltre a questa peculiarità si aggiunge anche una serie di altri miglioramenti specifici dovuti ai diversi algoritmi scelti dalle due case per ottenere lo stesso risultato, oltre alla correzione di alcuni difetti, al momento non ancora risolvibili con l'emulazione software.
Di seguito alcuni degli ambiti in cui la tecnologia PureVideo apporta i propri benefici.

### De-interlacciamento
Un'immagine interlacciata è visualizzata a linee alternate ed è composta visualizzando alternativamente le linee pari e dispari; la riproduzione su schermi digitali richiede necessariamente fotogrammi completi e non successioni di fotogrammi a linee pari e dispari, ed è quindi necessario eseguire un de-interlacciamento che può portare anche degli artefatti nell'immagine finale, evidenti soprattutto quando vengono utilizzati schermi ad alta definizione. Se ad utente interessa solo ottenere un buon de-interlacciamento, è possibile accontentarsi di una soluzione puramente software, in quanto i moderni riproduttori sono in grado di correggere tale difetto molto bene, al pari di PureVideo che però, come detto, aggiunge a tale miglioramento qualitativo anche il miglioramento prestazionale.
I difetti corretti da un buon de-interlacciamento sono diversi e tra questi si possono citare i seguenti, corredati delle conseguenze di un buon algoritmo di elaborazione:
- Linee orizzontali di diverso spessore e colore - la visualizzazione anche delle linee più sottili deve avvenire senza sfarfallii.
- Linea che si sposta in senso rotatorio in un cerchio - con il cambiamento dell'angolazione, l'interlacciamento causerebbe un effetto di "seghettatura" sulla linea che viene invece rimosso da PureVideo.

### Intensificazione dettagli
In alcuni casi è importante che il riproduttore DVD sia in grado di aumentare i dettagli in alcuni scene. Tra questi un caso tipico è rappresentato dalla visualizzazione di video in qualità DVD su schermi ad alta definizione, dove un'opzione per aumentare la nitidezza si rivela molto interessante.
A questo proposito PureVideo consente di migliorare notevolmente l'inevitabile sfocatura (o meglio "sgranatura") derivante dalla visualizzazione a pieno schermo di un segnale a risoluzione inferiore come è quello DVD ed è anche migliore di Avivo in quanto consente all'utente di controllare il livello di dettagli.

### Riduzione rumore
I video compressi, soprattutto quelli in cui il fattore di compressione supera un certo valore, mostrano sempre dei fastidiosi artefatti nelle zone di colore omogenee o quando sono presenti aree sfumate. Per compensare tale difetto, sono nati alcuni algoritmi di riduzione del rumore video e PureVideo ne incorpora uno proprietario, che svolge egregiamente il suo lavoro anche in presenza di scene contenenti rapidi movimenti, che teoricamente potrebbero compromettere l'efficacia di un algoritmo non specificatamente ottimizzato.

### Altri errori corretti da PureVideo
La tecnologia PureVideo è in grado di correggere anche altri errori "minori", tra i quali:
- Pulldown - necessario per visualizzare un DVD in standard NTSC (a 30 fotogrammi al secondo) su televisori in standard PAL (a 24 fotogrammi al secondo): PureVideo consente di ottenere un'immagine senza artefatti (seppure con qualche istante di ritardo), soprattutto in presenza di scene contenenti oggetti con trame regolari, come ad esempio la tribuna di uno stadio.
- Spostamento scritte in sovraimpressione - lo scorrimento di eventuali scritte in sovraimpressione causa spesso una sfocatura delle scritte stesse e artefatti sullo sfondo. PureVideo è in grado di correggere questi aspetti.

## PureVideo HD: la versione per l'alta definizione
Con l'avvento dei nuovi supporti digitali, HD DVD e Blu-ray, per i film ad alta definizione, anche la tecnologia PureVideo si è evoluta diventando PureVideo HD che mantiene le finalità introdotte dall'idea originale, ma estende il supporto a filmati che arrivano fino alla risoluzione 1080p (vale a dire filmati a risoluzione pari a 1920x1080 pixel in modalità progressiva) e aggiunge ovviamente il supporto alla codifica HDCP attraverso le porte HDMI e DVI necessaria per la riproduzione di tali supporti.
Se la riproduzione di flussi video ottenuta sgravando la CPU dal carico elaborativo era importante per i DVD, diventa ancora più cruciale con i nuovi contenuti ad alta definizione in quanto spesso molti sistemi contengono ancora processori che non sono in grado di garantire una riproduzione fluida di un flusso video tanto pesante. Si tratta in un certo senso di ricorso della storia: ai tempi delle prime introduzioni di lettori DVD sui sistemi, le CPU di allora a malapena consentivano di raggiungere i 30 fps alla risoluzione di 720x480. Ora che i moderni processori sono in grado di gestire comodamente tali contenuti, il problema si ripropone a proposito dell'HDTV. Inoltre i nuovi formati di compressione, quali VC-1 e H.264, più efficienti ma anche più esosi in termini di potenza elaborativa richiesta rispetto al vecchio MPEG-2, non hanno fatto altro che acuire il problema.
PureVideo HD (e ovviamente anche le ultime evoluzioni di Avivo) promettono di sgravare la CPU da gran parte dell'elaborazione richiesta anche con flussi ad alta definizione e offrono un'esperienza di visione più fluida. Per il momento questo è l'unico miglioramento che sono in grado di fornire, in quanto la compensazione degli errori e il miglioramento dell'immagine, evidenziate sopra nell'utilizzo con i filmati su DVD non sono ancora disponibili con i flussi video HDTV. Dovrebbe trattarsi solo di un problema software e non dei decoder hardware integrati nelle schede video e quindi è presumibile che si tratti di problemi solo temporanei.
Tra le altre caratteristiche fornite da PureVideo HD c'è il supporto per la decodifica in tempo reale del doppio flusso video previsto dalla modalità "picture in picture" introdotta dai dischi HD DVD/Blu-ray dove il video primario e un flusso 1080p a 30 fps, mentre il secondario è a 480p a 60 fps).